# Skrea landskommun
Skrea landskommun  var en tidigare kommun i Hallands län.

## Administrativ historik
När 1862 års kommunalförordningar trädde i kraft inrättades i Sverige cirka 2 500 kommuner. Huvuddelen av dessa var landskommuner (baserade på den äldre sockenindelningen), vartill kom 89 städer och åtta köpingar. Då inrättades i  Skrea socken i Årstads härad i Halland denna kommun. 
(Gården) Herting inköptes och överfördes till Falkenbergs stad 1908.
Vid kommunreformen 1952 uppgick denna  landskommun i Falkenbergs stad som senare 1971 uppgick i Falkenbergs kommun.

## Politik

### Mandatfördelning i Skrea landskommun 1938-1946
| 10 | 3 | 7 |

| 19 |

| 8 | 1 | 8 | 3 |

| 19 |

| 4 | 5 | 7 | 4 |

| 18 |